# Chiesa di San Domenico (Loiri Porto San Paolo)
La chiesa di San Domenico è un  edificio religioso situato nella frazione di Vaccileddi, in territorio di Loiri Porto San Paolo, Sardegna nord-orientale. Consacrata al culto cattolico, fa parte della parrocchia di San Nicola di Bari, diocesi di Tempio-Ampurias.